# Вірмуні
Вірмуні (перс. ويرموني) — село в Ірані, у дегестані Вірмуні, у Центральному бахші, шагрестані Астара остану Ґілян. За даними перепису 2006 року, його населення становило 2151 особу, що проживали у складі 612 сімей.

## Клімат
Середня річна температура становить 14,51 °C, середня максимальна – 27,32 °C, а середня мінімальна – 0,74 °C. Середня річна кількість опадів – 908 мм.
| Клімат поселення                              | Клімат поселення | Клімат поселення | Клімат поселення | Клімат поселення | Клімат поселення | Клімат поселення | Клімат поселення | Клімат поселення | Клімат поселення | Клімат поселення | Клімат поселення | Клімат поселення | Клімат поселення |
| Показник                                      | Січ.             | Лют.             | Бер.             | Квіт.            | Трав.            | Черв.            | Лип.             | Серп.            | Вер.             | Жовт.            | Лист.            | Груд.            |                  |
| Середній максимум, °C                         | 9,94             | 9,86             | 12,18            | 17,42            | 22,21            | 25,96            | 27,32            | 27,28            | 24,12            | 19,93            | 15,02            | 11,02            |                  |
| Середня температура, °C                       | 5,38             | 5,29             | 7,62             | 12,84            | 17,66            | 21,41            | 23,84            | 23,82            | 20,65            | 16,48            | 11,55            | 7,56             |                  |
| Середній мінімум, °C                          | 0,82             | 0,74             | 3,04             | 8,29             | 13,08            | 16,84            | 20,41            | 20,36            | 17,20            | 12,99            | 8,09             | 4,09             |                  |
| Норма опадів, мм                              | 77               | 76               | 76               | 53               | 42               | 27               | 13               | 42               | 115              | 170              | 124              | 93               |                  |
| Середньомісячна швидкість вітру, м/с          | 2.40             | 2.60             | 2.50             | 2.49             | 2.46             | 2.70             | 2.79             | 2.50             | 2.30             | 2.10             | 2.06             | 2.10             |                  |
| Середньомісячна сонячна радіація, кДж/м²·день | 6713             | 9087             | 11244            | 15756            | 20115            | 23084            | 23670            | 20128            | 16143            | 10952            | 8152             | 6319             |                  |
| --------------------------------------------- | ---------------- | ---------------- | ---------------- | ---------------- | ---------------- | ---------------- | ---------------- | ---------------- | ---------------- | ---------------- | ---------------- | ---------------- | ---------------- |
| Джерело:                                      |                  |                  |                  |                  |                  |                  |                  |                  |                  |                  |                  |                  |                  |